# Har ha-Achim
Har ha-Achim (hebrejsky: הר האחים, doslova „Hora Bratrů“) je vrch v horském pásu Harej Jatvat o nadmořské výšce 521 metrů v severním Izraeli, v Dolní Galileji.
Nachází se necelé 2 kilometry jižně od města Araba. Má podobu výrazného kopce se zalesněnými svahy a zčásti odlesněnou vrcholovou partií. Na jižní straně vede lokální silnice 7955 z vesnice Avtalijon do Jodfatu, která sleduje okraj terénního stupně, jenž dál na jih odtud padá strmě do údolí Bejt Netofa. Výškový rozdíl mezi dnem údolí a vrcholkem hory přesahuje 350 metrů. Tato zlomová linie pokračuje východním i západním směrem dalšími dílčími vrcholy (Har Avtalijon a Har ha-Š'avi). Severní svahy pozvolna klesají k městu Araba, na severozápad stéká ze svahů sezónní tok, který dává základ vádí Nachal Morsan. Hora je turisticky využívána. Pojmenována je podle dvou bratrů z nedalekého starověkého Jodfatu, kteří jsou připomínáni pro své hrdinské chování během první židovské války v 1. století křesťanského letopočtu.